# Infrardeče vodenje
Infrardeče vódenje je metoda vodenja orožja, ki za detekcijo in sledenje uporablja infrardeče valovanje, ki ga oddaja tarča. Ker je infrardeče valovanje značilno za topla telesa, se ta način vodenja včasih imenuje tudi toplotno vodenje. Ta metoda vodenja je pasivna, saj deluje izključno na sprejemanju IR valovanja od tarče. Najbolj pogosto je IR vodenje uporabljeno v protiletalskih raketnih izstrelkih, v omejenem obsegu pa tudi za orožja za napadanje ciljev na tleh. Orožja na principu IR vodenja po izstrelitvi tudi ne zahtevajo podpore izstrelitvene platforme, kar razbremeni uporabnika.
Prve poskuse z IR vodenjem protiletalskih raketnih izstrelkov za prestrezanje bombnikov so izvedli že Nemci med 2. svetovno vojno. Načrtovan je bil izstrelek Enzian, vendar do konca vojne ni bil uveden v operativno uporabo. Prvi izstrelki so prišli v operativno rabo šele z razvojem miniaturne elektronike sredi 50. let 20. stoletja, vendar so imeli številne omejitve in zato niso dosegli večjih uspehov. Šele po letu 1970 je razvoj prinesel povečano učinkovitost tovrstnega orožja, ki je z različnimi izboljšavami v uporabi še dandanes. Ocenjeno je, da je bilo v različnih konfliktih več kot 80% vseh izgub v zračnih bojih povzročenih z orožji z IR vodenjem.

## Princip delovanja IR vodenja
Osrednji del IR vodenja je infrardeča glava, ki je nameščena v nosu izstrelka. Sestoji iz infrardečega sledilnega koordinatorja in avtopilota. Sledilni koordinator mora natančno slediti želenemu viru IR valovanja v čim širšem vidnem polju. V želji po čim bolj natančnem lociranju cilja in izločitvi vpliva IR valovanja iz okolice je potrebno vidni kot zožiti toliko, da se doseže potrebna natančnost, vendar ne toliko, da bi bila preveč zmanjšana jakost sprejetega IR valovanja. To je možno doseči s sistemom leč in zrcal, podobno, kot pri daljnogledih. Da pa se ohrani zmožnost sledenja cilju v širokem vidnem kotu, je celoten sklop detektorja IR valovanja in sistema fokusiranja nameščen na kardanski sistem, ki omogoča usmerjanje optične osi IR detektorja v poljubno točko znotraj celotnega vidnega polja, neodvisno od trenutne smeri vzdolžne osi izstrelka. S tem je zagotovljeno sledenje tudi v primeru, ko os izstrelka ni poravnana s smerjo cilja. Navadno je trenutni vidni kot detektorja omejen na 1–2°, celotno vidno polje pa ponavadi dosega nekaj 10° od vzdolžne osi izstrelka. 
Položaj cilja glede na izstrelek je opredeljen z dvema parametroma: kotom med vzdolžno osjo IR senzorja in položajem cilja β, ter faznim kotom glede na ničelni položaj detektorja φ. Prvi kot označuje merilo za oddaljenost cilja od vzdolžne osi detektorja, drugi pa smer proti cilju. Naloga infrardeče glave je določitev smeri cilja glede na izhodiščno os (kot φ) in samodejno usmerjanje optične osi IR detektorja proti cilju (zmanjševanje kota β proti vrednosti nič). 

## Sledilni koordinator
Naloga sledilnega koordinatorja je samodejno sledenje cilju znotraj celotnega vidnega polja. Sledilni koordinator določa odmik cilja od optične osi koordinatorja ter na podlagi tega generira krmilne signale, ki usmerijo optično os koordinatorja proti cilju. Obenem koordinator generira tudi krmilne signale za avtopilota, ki usmerja izstrelek. 
Sledilni koordinator izkorišča lastnost žiroskopske vrtavke, da brez vpliva zunanjih sil ohranja svojo lego v prostoru. V sledilnem koordinatorju vrtavka sestoji iz primarnega konkavnega zrcala, nanj pritrjenega dvopolnega trajnega magneta in sekundarnega zrcala. Rotor je pritrjen z osjo na eni strani, kar omogoča precesijo. Trajni magnet služi kot rotor elektromotorja ter za zagotavljanje informacije o trenutnem položaju rotorja, s tem pa tudi optične osi koordinatorja. 
Za zagon in vzdrževanje vrtilne hitrosti rotorja služijo gonilne tuljave, ki delujejo na enak način, kot pri brezkrtačnih motorjih.  
Vrtenje trajnega magneta inducira električno napetost v detekcijskih (referenčnih) tuljavah in tuljavi za merjenje odklona optične osi koordinatorja. Detekcijske tuljave so poravnane s krmilnimi osmi izstrelka in tudi krmilnimi površinami in služijo merjenju trenutnega položaja (kota zasuka) rotorja glede na koordinatni sistem izstrelka. V tuljavi za merjenje odklona rotorja se inducira električna napetost, katere velikost je sorazmerna kotu odklona optične osi koordinatorja od vzdolžne osi izstrelka. 
Primarno zrcalo zbira vpadno IR valovanje in ga usmerja na sekundarno zrcalo. To prejeto IR valovanje usmeri skozi sistem leč in modulacijski disk na fotodiodo oz. fotoupor, ki energijo IR valovanja pretvori v električni signal. 
Zrcalno – lečni sistem je zasnovan tako, da prejeto IR valovanje fokusira v točko končnega premera, ki naj čimbolje pokrije površino detektorja IR valovanja. Naloga modulacijskega diska je modulacija parametrov IR valovanja v odvisnosti od odmika cilja od optične osi koordinatorja (kot β) in položaja cilja glede na krmilne osi (kot φ). 
Modulirani signal iz detektorja IR valovanja po ojačenju in filtriranju napaja precesijsko tuljavo. Naloga te tuljave je obračanje rotorja koordinatorja proti cilju tako, da se optična os koordinatorja poravna s smerjo proti cilju neodvisno od koordinatnega sistema samega izstrelka. Ker je amplituda toka za napajanje precesijske tuljave odvisna od kota napake med smerjo izvora IR valovanja in optično osjo koordinatorja, je tudi hitrost precesije rotorja giroskopa proti cilju premosorazmerna kotu napake. Informacija o amplitudi tega toka je obenem tudi informacija avtopilotu o hitrosti premikanja linije viziranja, kar služi za t.i. proporcionalno vodenje izstrelka proti cilju. 
Ob obračanju optične osi sledilnega koordinatorja se manjša signal napake, ob poravnavi optične osi z izvorom IR valovanja pa pade na nič, s tem pa se tudi precesija rotorja koordinatorja ustavi. Med precesijsko tuljavo in tuljavo za merjenje kota odmika rotorja je lahko dodana še tuljava, ki zmanjša magnetni sklop in s tem medsebojni vpliv med tema tuljavama. 
Pred izstrelitvijo se precesijska tuljava napaja z ojačenim signalom tuljave za merjenje odklona optične osi koordinatorja, kar povzroči poravnanje optične osi koordinatorja z vzdolžno osjo izstrelka. S tem se definira tudi namerilna točka. Predvsem pri izstrelkih zrak-zrak se precesijska tuljava napaka tudi s pomočjo signala, ki rotor giroskopa usmeri proti točki, kamor gleda nek drug senzor (npr. radar). 
Signal iz detektorja IR valovanja se v nadaljevanju primerja s signali iz referenčnih tuljav. Na podlagi dobljenega signala se določi smer tarče glede na vodoravno in navpično os izstrelka, s tem pa krmilni signali za pogon krmilnih površin. 

## Iskanje cilja in modulacija
Ena od nalog sledilnega koordinatorja je določitev položaja cilja glede na optično os IR detektorja, in sicer v polarnih koordinatah. To je možno doseči z modulacijo infrardečega valovanja, ki ga sprejema detektor v odvisnosti od oddaljenosti od središča (optične osi) in polarnega kota.

### Amplitudno - fazna modulacija
Amplitudno - fazna modulacija je najzgodnejši način delovanja IR vodenja, ki izvira iz nemških medvojnih poskusov, kasneje je bil uporabljen v prvih izstrelkih zrak-zrak z IR vodenjem. Pri tem načinu je pred detektor IR valovanja nameščen modulacijski disk, ki se vrti skupaj z rotorjem sledilnega koordinatorja in periodično prekinja vpadlo infrardeče valovanje. 
Modulacijski disk sestoji iz dveh polovic. Ena polovica je polprosojna in prepušča 50% jakosti vpadlega valovanja. Na drugi polovici se izmenjujejo radialni prosojni in neprosojni odseki (skica a). V primeru točkovnega izvora IR valovanja ima modulirano IR valovanje pri prehodu skozi polprosojni del konstantno polovično jakost, zaporedje prosojnih in neprosojnih odsekov pa povzroči, da je IR valovanje izmenično prekinjeno, zaradi česar detektor generira izmenični električni signal z dodano enosmerno komponento. Večji oziroma ploskovni izvori IR valovanja, kot so na primer vroča tla, sonce in oblaki, prekrijejo več odsekov modulacijskega diska hkrati, zaradi česar se izmenična komponenta zmanjša in nastane samo enosmeren signal. Pri nadaljnji obdelavi signala se enosmerna komponenta izloči, s tem pa tudi vpliv IR sevanja okolice. 
Ker se dolžina poti preko prosojnih odsekov spreminja s polmerom, se tudi amplituda signala spreminja glede na odmik izvora IR valovanja od središča (in s tem od optične osi). Če izvor IR valovanja leži na optični osi, je amplituda signala praktično enaka nič, proti obodu pa narašča. 
Širina prosojnih in neprosojnih odsekov je odvisna od velikosti slike IR valovanja, ki doseže detektor. Zaželeno je, da je širina odseka na obodu modulacijskega diska enaka, kot je velikost točke. S tem se doseže, da signal doseže maksimalno amplitudo, ko se slika IR valovanja giblje po zunanjem robu modulacijskega diska. V nasprotnem primeru modulacijski disk ni popolnoma izkoriščen. 
Pri tem velja omeniti, da jakost sprejetega IR valovanja narašča tudi s približevanjem izvoru IR valovanja, zaradi česar je za ojačevanje signala zaželena uporaba ojačevalnika z reguliranim ojačenjem (angl. Automatic Gain Control). 
Signal iz detektorja IR valovanja se filtrira in ojači. V naslednji fazi se odstrani enosmerno komponento signala, da se dobi prekinjeni sinusni signal. Ta signal se uporablja tudi kot zvočna indikacija strelcu, kako dobro detektor razločuje želeni cilj od drugih, neželenih izvorov IR valovanja (glasnejši zvok pomeni večjo moč prejetega IR valovanja). Z uporabo detektorja ovojnice in filtriranja se iz prekinjenega sinusnega signala izloči osnovni sinusni signal s frekvenco, enako vrtilni hitrosti modulacijskega diska. Ta signal se ojači in uporabi za precesijo rotorja sledilnega koordinatorja in s tem poravnavo optične osi koordinatorja z izvorom IR valovanja.
Problem vodenja na principu amplitudno-fazne modulacije je padec izmenične komponente signala na nič, ko je izvor IR valovanja poravnan z optično osjo koordinatorja. Če se izven optične osi koordinatorja pojavi vir IR valovanja, ki je močnejši od IR valovanja cilja (kot je na primer toplotna vaba), bo koordinator zaradi pojava amplitudno moduliranega signala, ki je močnejši od IR valovanja cilja, optično os usmeril proti temu viru. Dodaten problem so bili tudi avtopiloti zgodnjih izstrelkov, ki so delovali po načelu dvopoložajne regulacije. Slednja ima v zadnji fazi vodenja lahko premočan odziv, ki povzroči močnejše zavijanje izstrelka, zaradi česar lahko ta zgreši svoj cilj.

### Frekvenčno-fazna modulacija
Zaradi pomanjkljivosti amplitudno-fazne modulacije je bilo uvedeno konusno skeniranje. Pri tovrstnem koordinatorju je modulacijski disk postavljen neposredno pred detektor IR valovanja in miruje. Sekundarno zrcalo je nagnjeno tako, da je njegova optična os odmaknjena od optične osi detektorja. S tem se slika IR valovanja preko modulacijskega diska giblje po krožnici, čeprav se disk ne premika.
Modulacijski disk (glej skico a) v osnovi sestoji iz več parov prosojnih in neprosojnih odsekov, ki so razporejeni po celotnem obodu diska. V praksi so ti odseki zelo podobni, kot pri amplitudno-frekvenčni modulaciji, da se doseže zadostna neobčutljivost za ploskovne izvore IR valovanja. Ko sekundarno zrcalo premika sliko izvora IR valovanja preko diska, ta izmenično prečka prosojne in neprosojne odseke, pri čemer detektor doseže signal v obliki zaporedja impulzov. Pri tovrstni zasnovi izvor IR valovanja tudi pri poravnavi z optično osjo sledilnega koordinatorja ustvari signal, ki se po času spreminja (pri uporabi amplitudne modulacije je tem primeru velikost signala enaka ničli). 
V primeru, da je izvor IR valovanja poravnan z optično osjo sledilnega koordinatorja, njegova pot preko modulacijskega diska prečka enake dolžine preko prosojnih in neprosojnih odsekih. To ustvari impulzni signal, pri katerem so vsi impulzi enako dolgi in ima torej konstantno frekvenco (rdeči signal). Če optična os koordinatorja ni poravnana z izvorom IR valovanja, se prestavi tudi središče krožnice, zaradi česar slika izvora IR valovanja posameznih odsekov modulacijskega diska ne seka več enakomerno, temveč preko njih opiše daljšo ali krajšo pot. Posledično se tudi širina posameznih impulzov spremeni in dobimo signal, ki je frekvenčno moduliran (modri signal). Z demodulacijo se iz tega signala dobi sinusni signal, katerega fazni kot po primerjavi z referenčnim signalom daje podatek o polarnem kotu φ, amplituda tega signala pa je odvisna od odmika izvora IR valovanja od optične osi koordinatorja. 
V praksi se naklon sekundarnega zrcala izbere tako, da slika izvora IR valovanja potuje čim bolj blizu roba modulacijskega diska. Na ta način se doseže največja razlika med minimalno in maksimalno frekvenco signala in posledično bolj natančno vodenje, vendar lahko povzroči, da krožnica, po kateri se giblje slika izvora IR valovanja, delno zapusti območje modulacijskega diska (zeleni signal). V tem primeru se impulzni signal prekine in nastane signal, ki je zelo podoben tistemu pri amplitudni modulaciji. 
V praksi se za osrednji del modulacijskega diska uporabi drugačen vzorec (skica b), saj se širina odsekov blizu centra diska zelo zmanjša. Tudi, če je izvor IR valovanja točkoven, ta ob približevanju centru diska zaradi končne velikosti točke postane ploskovni, zato lahko pride do izgube modulacije signala. Obenem drugačen vzorec v sredini diska pomaga tudi v primeru, ko slika izvora IR valovanja ni v celoti na modulacijskem disku. 
Prednost uporabe frekvenčne modulacije je, da je frekvenčno moduliran signal premo sorazmeren odmiku izvora IR valovanja od optične osi koordinatorja. To omogoča zvezno premikanje krmilnih površin izstrelka, kar izboljša aerodinamično učinkovitost in tudi natančnost vodenja. Zaradi konusnega skeniranja toplotne vabe hitro zapustijo vidno polje koordinatorja in zato sistem nudi večjo odpornost na motenje.

#### Koordinator s križno postavljenimi IR detektorji
Izpeljanka konusnega skeniranja s frekvenčno modulacijo je uporaba štirih ozkih detektorjev IR valovanja, ki so nameščeni v obliki križa, kar nadomesti uporabo modulacijskega diska. Ti detektorji so izdelani v pravokotni obliki, preko katerih nagnjeno sekundarno zrcalo IR koordinatorja premika sliko izvora IR valovanja. Namesto štirih detektorjev je možna tudi izvedba z enim detektorjem, pred katerim je nameščen fiksni modulacijski disk s štirimi ozkimi režami, ki so medsebojno premaknjene za kot 90°.
Ob premikanju slike izvora IR valovanja preko matrike detektorjev ta doseže posamezne detektorje, ki ob prehodu generirajo električni impulz. Če je optična os koordinatorja poravnana z izvorom IR valovanja, si impulzi s posameznih detektorjev sledijo v enakomernih časovnih intervalih. Če optična os ni poravnana z izvorom IR valovanja, se razmik med posameznimi impulzi spreminja, kar služi kot informacija za popravek smeri optične osi koordinatorja. Tu je namesto spreminjanja frekvence izhodnega signala detektorja uporabljen čas pavze med posameznimi impulzi. Čas med impulzi je daljši, če je izvor IR valovanja bolj odmaknjen od optične osi koordinatorja, in obratno. 
Prednost tega načina je izboljšana občutljivost na toplotne vabe. Širina detektorjev je lahko majhna, kar omogoča, da toplotna vaba hitro zapusti vidno polje posameznega detektorja. Dodatno odpornost na toplotne vabe se doseže z definiranjem časovnega okna, ko naj bi IR valovanje predvidoma prečkalo posamezne detektorje. Vsak IR signal, ki ga detektor zazna izven ozkega časovnega okna, se izloči iz nadaljnje obdelave, kar zmanjša možnost reakcije na neželene izvore IR valovanja. 

### Časovno-impulzna modulacija
Časovno-impulzna modulacija deluje podobno, kot amplitudno-frekvenčna modulacija, s katero deli zasnovo optičnega sistema. Uporablja pa rotirajoči modulacijski disk, ki ima le en ozek prosojni odsek, preostanek diska pa je neprosojen. 
Položaj izvora IR valovanja glede na referenčne osi se določi enako, kot pri amplitudno-fazni modulaciji, torej z merjenjem fazne razlike med referenčnimi signali in signalom, dobljenim iz detektorja IR valovanja. Oddaljenost izvora IR valovanja od optične osi se ponavadi določa na podlagi dolžine impulzov IR valovanja.
Ena od različic modulacijskega diska je prikazana na skici a). Disk je krožne oblike s polmerom R. Prosojni del diska je v obliki dvojne Arhimedove spirale, pri kateri je kot med obema spiralama odvisen od polmera iz središča modulacijskega diska do poljubne točke. To obliko je možno opisati z enačbo:
{\displaystyle \alpha (r)=k\cdot r}
kjer je α kot med obema spiralama oz. širina reže, k je koeficient proporcionalnosti, r pa vektor od središča diska do poljubne točke.
Če se disk vrti s kotno hitrostjo ω, je dolžina impulza enaka:  {\displaystyle \tau =\alpha /\omega }. Podani disk na skici a) ima pri polmeru {\displaystyle r=R} kot {\displaystyle \alpha =\pi }, oz. 180°, iz česar sledi, da je vrednost koeficienta k enaka {\displaystyle \pi /R}, dolžina impulza pa je {\displaystyle \tau =\pi r/\omega R}. 
Iz tega sledi, da je dolžina impulza v neki točki premo sorazmerna oddaljenosti od središča. Tako izvori IR valovanja, ki so bolj oddaljeni od središča, generirajo širše impulze, medtem, ko tisti bližje središča generirajo krajše impulze. Zaradi tega dejstva podana oblika modulacijskega diska dobro ločuje točkaste izvore IR valovanja od izvorov IR valovanja iz okolice, ki zaradi velikosti generirajo široke impulze, če so ti izvori blizu optične osi sledilnega koordinatorja. Pri odmiku od optične osi pa dolžina impulzov od točkastih virov IR valovanja postaja bolj podobna dolžini impulzov neželenega IR valovanja iz okolice, zaradi česar nastane problem pri sledenju hitrih tarč.
Če je prosojni del modulacijskega diska zasnovan tako, da je {\displaystyle \alpha =\alpha _{max}} pri {\displaystyle r=0}, pri maksimalnem polmeru ({\displaystyle r=R}) pa kot α znaša 0, dobimo vzorec na skici b). Pri tem vzorcu dolžina impulzov pada z oddaljenostjo od središča diska, torej je dolžina impulzov obratno sorazmerna oddaljenosti od središča. To pomeni boljšo sposobnost ločevanja točkovnih izvorov IR valovanja od sevanja okolice pri večjem odmiku od optične osi, medtem, ko se sposobnost ločevanja zmanjša pri izvorih, ki so blizu središča. To lahko povzroči večjo občutljivost na toplotne vabe, ko je tarča blizu optične osi koordinatorja.

### Rozetno skeniranje
Koordinator z rozetnim skeniranjem je zasnovan na koordinatorju, ki uporablja frekvenčno modulacijo. Je pa nagnjenemu sekundarnemu zrcalu dodano še terciarno nagnjeno zrcalo ali prizma, ki pa se vrti v nasprotni smeri, kot primarno in sekundarno zrcalo. Na ta način trenutni vidni kot opiše kompleksno pot, v obliki krivulje, znane kot vrtnica. Ta vzorec v enem obhodu pokrije večji del vidnega polja, kot konično skeniranje, zaradi česar je manj verjetnosti, da tarča zapusti vidno polje detektorja.
Posebnost tega načina skeniranja je, da zajame dvodimenzionalno sliko vseh izvorov IR valovanja znotraj vidnega polja. Koordinate vseh zajetih izborov IR valovanja se shranijo v pomnilniku, kjer so na voljo za nadaljnjo obdelavo.

### Slikovni IR detektor
Najnovejši pristop je uporaba matričnega slikovnega detektorja, ki sestoji iz posameznih pikslov, kar je podobna zasnova, kot jo srečamo pri termografskih kamerah. Ti senzorji za razliko od prejšnjih slike ne sestavijo postopoma, temveč zajamejo celotno sliko naenkrat. Zahtevajo precej procesorske moči za obdelavo slike, vendar nudijo večjo natančnost in boljše ločevanje tarč od neželenih izvorov IR valovanja.

## Materiali IR detektorjev
Za izdelavo IR detektorjev se uporabljajo polprevodniki z ozkim prepovedanim pasom. IR detektorji so lahko zasnovani kot fotoupori ali fotodiode. Prvi so enostavnejši, vendar so manj občutljivi in bolj počasni, kot fotodiode. Glavni materiali za IR detektorje so naslednji:
Svinčev(II) sulfid (PbS) je bil prvi uporabljen kot detektor IR valovanja. Lahko se uporablja na principu merjenja toka, ki ga ustvarijo vpadli fotoni, bolj pogosto pa se uporablja kot fotoupor. Zaradi visoke dielektrične konstante reagira počasneje od drugih podobnih polprevodnikov. Pri sobni temperaturi je PbS najbolj občutljiv za valovne dolžine 1–2,5 μm, torej so po Wienovem zakonu optimalni za uporabo pri temperaturah objektov okoli 800 °C. Zaradi tega detektorji na osnovi PbS zaznajo le zelo vroče objekte, kot so npr izpušne šobe letalskih motorjev. Ravno zato je bilo prve IR vodene protiletalske izstrelke možno uporabiti le za napade z zadnje strani letala, zaradi česar so bili relativno neuspešni ob uporabi proti bolj okretnim letalom. Ker tudi Sonce oddaja precej IR valovanja v spektru največje občutljivosti PbS, so bili zgodnji izstrelki močno občutljivi na sončno sevanje. Priljubljena taktika zračnega boja je bila zato napad s strani sonca ali umik proti soncu, saj je sončno sevanje učinkovito maskiralo toploto letalskih motorjev. S hlajenjem teh detektorjev se je optimalna valovna dolžina pomaknila v območje 2–4 μm, kar pa še vedno zahteva objekte s temperaturo med 500 in 600 °C. V neohlajeni različici se uporablja v ročnem protiletalskem sistemu Igla, kjer služi kot pomožni detektor za zaznavanje toplotnih vab. Posebna je tudi uporaba detektorjev iz PbS v sovjetskih protizračnih sistemih Strela-1 in Strela-10. Tam je uporabljena sicer neželena občutljivost PbS na kratkovalovno IR valovanje sonca. Detektor v tem primeru ne išče izvora IR valovanja, temveč točke, kjer IR valovanja zaradi mimobežnega objekta, ki blokira sevanje ozadja (npr letala) ni. Ta način se imenuje fotokontrastno vodenje (rus. фотоконтрастное наведение) in tudi z uporabo detektorjev iz PbS v ustreznih vremenskih pogojih omogoča sledenje letalom tudi iz drugih kotov, ne le z zadnje strani, kjer so vroči izpuhi. Ta način obenem tudi ni občutljiv na protiukrepe proti IR vodenim izstrelkom, kot so recimo toplotne vabe. 
Indijev antimonid (InSb) ima precej manjši prepovedani pas, kot svinčev sulfid, zato ga je možno uporabiti za detekcijo daljših valovnih dolžin IR valovanja. Indijev antimonid je lahko uporabljen kot fotodioda ali fotoupor, največjo občutljivost pa ima pri valovni dolžini približno 5,5 μm, kar ustreza objektom s temperaturo 250–300°C. Seveda pa za dosego občutljivosti potrebujejo ohlajanje na približno 80 K, kar se ponavadi doseže z ohlajanjem s stisnjenim plinom. Izstrelki, opremljeni z detektorji na osnovi InSb, lahko zaznavajo tudi hladnejše dele letal in lahko zaznajo izpušne pline iz praktično poljubnega kota, kar močno poveča njihovo uporabnost.
Živosrebrno-kadmijev telurid (HgCdTe) je zmes živosrebrnega telurida (HgTe) in kadmijevega telurida (CdTe). S spreminjanjem vsebnosti posameznih elementov v zmesi je možno doseči občutljivost pri različnih valovnih dolžinah, zato je primeren za detekcijo v kratko-, srednje- in dolgovalovnem IR področju. Detektorji na osnovi HgCdTe se pretežno uporabljajo za slikovne senzorje v termovizijskih kamerah.